# (10001) Palerme
(10001) Palerme, désignation internationale (10001) Palermo, est un astéroïde de la ceinture principale découvert le 8 octobre 1969 par l'astronome russe Lioudmila Tchernykh.
En 2001, il a été nommé comme la ville italienne de Palerme pour commémorer le bicentenaire de la découverte de Cérès.

## Historique
Le lieu de découverte, par l'astronome russe Lioudmila Tchernykh, est l'observatoire d'astrophysique de Crimée.

## Caractéristiques
Sa distance minimale d'intersection de l'orbite terrestre est de 1,067 240 ua.